# Cratere Lucilla
Lucilla è un cratere sulla superficie di 4 Vesta.